# Blatno (ort i Tjeckien, Ústí nad Labem, lat 50,51, long 13,36)
Blatno är en ort i Tjeckien.   Den ligger i regionen Ústí nad Labem, i den nordvästra delen av landet, 90 km nordväst om huvudstaden Prag. Blatno ligger 665 meter över havet och antalet invånare är 342.
Terrängen runt Blatno är huvudsakligen kuperad, men åt nordväst är den platt. Runt Blatno är det tätbefolkat, med 636 invånare per kvadratkilometer. Närmaste större samhälle är Most, 19,7 km öster om Blatno. Runt Blatno är det i huvudsak tätbebyggt.